# موتور نوروز
موتور نوروز یک منطقهٔ مسکونی در ایران است که در دهستان گوهرکوه واقع شده‌است. موتور نوروز ۴۶ نفر جمعیت دارد.